# Алиханова, Юлия Марковна
Юлия Марковна Алиханова (17 июня 1936, Ленинград — 5 января 2024) — советский и российский литературовед, востоковед-индолог, кандидат филологических наук, научный сотрудник Института стран Азии и Африки МГУ, специалист по древней и средневековой литературе Индии.

## Биография
Юлия Марковна Алиханова родилась 17 июня 1936 г. в Ленинград. в 1955 г. поступила в Институт восточных языков при МГУ. После окончания университета в 1960 г., поступила в аспирантуру. В 1963 г. начала преподавать в Институте восточных языков (Институте стран Азии и Африки).
В 1970 г. защитила кандидатскую диссертацию «Трактат Анандавардханы о поэзии». С 1976 г. — доцент кафедры филологических наук ИСАА. В 1993 г. стала научным сотрудником Института восточных культур Российского государственного гуманитарного университета. Участник московского семинара «Культура как способ смыслополагания» (РГГУ).
В 2001 г. присвоено почётное звание Заслуженного преподавателя МГУ.
Разработаны лекционные курсы «Введение в литературоведение», «История всемирной литературы. Древность. Индия, Иран», «История древнеиндийской литературы», «Введение в индийскую спецфилологию».

## Научная деятельность
Основная область научных интересов — история литературы Индии эпохи древности и раннего Средневековья, древнеиндийский театр, древняя и раннесредневековая литературная теория.
Литературные и эстетические теории древней Индии анализировались автором на основе трактата Анандавардханы «Дхваньялока» («Свет дхвани») и учения Абхинавагупты. Трактат первого был переведен исследователем (1974) и стал основным источником для анализа в диссертации. Эстетическому учению кашмирского философа и мистика Абхинавагупты (X-Xl вв.) посвящен ряд статей, кроме того, Ю. М. Алихановой выполнен перевод фрагментов сочинений, в которых упоминаются его взгляды.
Буддийские сказания («Утпала». Кн.1) (1992), собранные и переведенные совместно с А. В. Парибком, представляют собой собрание памятников древнеиндийской литературы − джатаки, романтические легенды, сказания, отличающиеся глубиной философско-религиозной мысли и образностью.
В монографии «Литература и театр древней Индии: исследования и переводы» (2008) собраны работы разных лет по истории древнеиндийской литературы и театра. Источниками, на которые опирался автор, являются тексты буддийского канона, эпос, произведения поэтов древности — Ашвагхоши и Калидасы. Автор приводит собственные переводы фрагментов теоретических сочинений о литературном искусстве и театральной эстетике.

## Основные работы
- Анандавардхана. Дхваньялока (Свет дхвани) / Пер. Ю. М. Алихановой. (Серия «Памятники письменности Востока». Вып. 39). М.: Наука (ГРВЛ), 1974. 304 с.
- Учение Абхинавагупты об эстетическом переживании (по тексту «Лочаны») // Письменные памятники Востока. Историко-филологические исследования. Ежегодник 1972. М.: Наука, ГРВЛ, 1977. С. 174—193.
- Индийская лирика II—X веков. / Пер. с пракрита и санскрита Ю. Алихановой и В. Вертоградовой. М.: Наука, 1978. 206 с.
- О двух диалогических песнях палийского // Древняя Индия. Язык. Культура. Текст. М., 1985. С. 66-75.
- К истокам древнеиндийского понятия «раса» // Архаический ритуал в фольклорных и раннелитературных памятниках. М., 1985. С. 161—183.
- Буддийские сказания («Утпала». Кн.1) / пер. с пали А. В. Парибка, Ю. М. Алихановой. СПб.: Утпала, 1992. 160 с.
- Бхамаха о видах поэзии // У времени в плену. Памяти Сергея Сергеевича Цельникера. М.: Восточная литература, 2000.
- Образ ашрамы в древнеиндийской литературной традиции // Петербургский рериховский сборник. СПб., 2002. Т. 5[3].
- Литература и театр древней Индии: исследования и переводы. М.: Издательская фирма «Восточная литература» РАН, 2008. 287 с.
- Два этюда об эпической «Шакунтале» // Indologica. Сб. статей памяти Т. Я. Елизаренковой, серия Orientalia et Classica: Труды Института Восточных культур и античности. М., 2012.Т. 2. С. 63-94[4].